# Мыльцев, Алексей Борисович
Алексей Борисович Мыльцев — советский хозяйственный и государственный деятель, лауреат Государственной премии СССР за выдающиеся достижения в труде.

## Биография
Родился в 1937 году в селе Катино. Член КПСС.
Окончил Краснодарский политехнический техникум (1964), Московский институт нефтехимической и газовой промышленности (1970).
В 1955—1992 годах — рабочий шахты № 44 треста «Донецкуголь», помощник бурильщика конторы бурения нефтепромыслового управления «Абиннефть», помощник бурильщика конторы бурения треста «Краснодарнефтеразведка», помощник бурильщика, техник по бурению, техник по глинистым растворам Тазовской НРЭ Главтюменьгеологии, мастер по опробованию скважин Тазовской НРЭ ПГО «Уренгойнефтегазгеология».
Первооткрыватель месторождения (1977, Ямбургское), заслуженный геолог РСФСР (1979).
За большой личный вклад в досрочное освоение новой техники и внедрение прогрессивных методов организации труда был в составе коллектива удостоен Государственной премии СССР за выдающиеся достижения в труде 1984 года.
В 1992—2007 годах — старший мастер по опробованию скважин, начальник Тазовской НГРЭ по испытанию скважин, главный специалист по испытанию и освоению скважин ОАО «Пурнефтегазгеология», главный инженер ОАО «Надымнефтегаз».
Умер в 2016 году.

## Награды
- Орден Ленина (1981)
- Орден Трудового Красного Знамени (1975)